# Nenad Ravlić
Nenad Ravlić (1924. — kod Kotelje, 5. srpnja 1944.), partizan i politički komesar Šibensko-trogirskog partizanskog odreda.

## Životopis
Rodio se je 1924. godine. Upisao je Mušku realnu gimnaziju u Splitu. U sedmom razredu gimnazije, 1941. godine, pristupio pokretu otpora protiv okupacije. Tom je prigodom učlanio se u SKOJ. Sa suradnicima je izvodio po Splitu diverzije i ine akcije. Talijanske vlasti jednom su uhitili njegove školske drugove koji su bili vođe akcija pokreta otpora iz redova mladeži. Ravlić je preuzeo njihovu ulogu a uskoro je postao rukovoditeljem srednjoškolskog omladinskog aktiva. Gimnazija je početkom 1943. osvanula oblijepljena letcima s pozivom mladeži na stupanje u borbu protiv okupatora. Kao optuženik je izbačen iz škole i s tom blažom mjerom je prošao jer talijanski fašistički režim nije imao čvrstih dokaza. Otad je stalno pod primotrom agenata talijanske policije, zbog čega je morao povući se u strogu ilegalu. Represija nije popustila nego je učestala, zbog čega je bio prisiljen otići iz Splita.
U svibnju 1943. odlazi u partizane. Djelovao je na oslobođenom i poluoslobođenom području trogirske Zagore. Bio je terenski politički radnik, pa politički komesar Šibensko-trogirskog partizanskog odreda. Ranjen je jeseni 1943. godine, pa je prebačen u Italiju pod savezničkom kontrolom na liječenje. Zaiskao je da ga vrate u postrojbu da bi se mogao i dalje boriti. Zahtjevu su udovoljili.
Italija je kapitulirala, a NDH je razvrgnula Rimske sporazume i ozemlje djelokruga njegova Šibensko-trogirskog odreda bilo je u NDH, a sada su od inozemnih okupacijskih postrojba tu bili vojnici i policija Trećeg Reicha. Mjesno vojno zapovjedništvo smatralo je taj odred stalnom opasnošću i u raznim su ga navratima neuspješno pokušavali uništiti. 4. srpnja 1944. u Noći opkolile su postrojbe Wehrmachta selo Kotelje u kojem je bio Štab Odreda s tridesetak boraca. Komesar Ravlić zapovijedio je u zoru povlačenje. Odlučio je držati odstupnicu borcima sâm, pri čemu je u borbama teško ranjen. Ostavši bez streljiva, onesposobio je svoj puškomitraljez. Svjestan skore smrti, uklonio je s odjeće oznake političkog komesara da ne bi znali koga su ubili. Oznake je skrio. Iz pištolja je presudio sebi da ga postrojbe Trećeg Reicha ne bi živa zarobile.
Ime Nenada Ravlića nosila je do 1990-ih splitska osnovna škola Dobri. Spomen-poprsje Nenada Ravlića, rad akademskog kipara Koste Angelija Radovanija nalazilo se u predvorju te osnovne škole.